# Soixante questions posés aux municipalités
Les « soixante questions posés aux municipalités » ou  « Questionnaire de 1790 » (composé de 60 articles) était le titre d'une sorte de sondage fait par le directoire vers les communes du Pas-de-Calais lancé en 1790 vers les communes des anciennes généralités d'Artois, Boulonnais et Calaisis devenaient département du Pas-de-Calais le 26 février 1790 (Le 31 juillet 1790, l'administration départementale devait prendre en compte 930 communes).

## Origine
Ce questionnaire a été lancé par Fernand Dubois de Fosseux en septembre 1790, quelques mois avant que dans les bourgs, villes et paroisses ou communautés de France, les hommes de plus de 25 ans payant l'équivalent de trois journées de travail en impôt élisent leur municipalité. .

## Réponses
Selon le décompte de l'administration départementale, chaque commune a répondu à ce questionnaire.

## Conservation
Les réponses à ces questions ont fait l'objet d'un recueil « Villes et Villages du Pas de Calais en 1790», conservé dans un document intitulé « Mémoire de la commission d'histoire et d'archéologie du Pas de Calais », Tome 26.
Toutes les réponses auraient dû être versées à la série L des archives départementales, dans le fonds du Directoire, mais l'archiviste départemental se plaint en 1894 qu'il manque les liasses de certains districts Arras, Boulogne, Saint-Omer, Saint-Pol et une partie de celles des districts de Bapaume et Montreuil où manquent à cette époque 227 questionnaires.
Elles sont le fruit de l'exploitation et du dépouillement des réponses au « Questionnaire de 1790 », commencé par le Chanoine Berthe vers le milieu des années 1850.